# ديه موريس
ديه موريس (بالإنجليزية: Des Morris)‏ هو لاعب دوري الرغبي أسترالي، ولد في 20 أبريل 1948.